# Пермитин, Ефим Николаевич
Ефи́м Никола́евич Перми́тин (27 декабря 1895  [8 января 1896] или 25 декабря 1895, Усть-Каменогорск, Семипалатинская область — 18 апреля 1971, Москва) — русский советский писатель и педагог, журналист.

## Биография
Сын столяра-краснодеревщика. Окончил трёхклассное городское училище. В 1913 году, экстерном сдав экзамены за учительскую семинарию, уехал в таёжный посёлок на Горный Алтай, 2 года работал учителем в сельских школах. В Первую мировую войну, окончив школу прапорщиков, командовал взводом, затем ротой разведчиков. После Февральской революции избран в полковой комитет. В середине июля 1918 года после захвата Усть-Каменогорска белогвардейским офицерско-казачим отрядом как бывший офицер Ефим Пермитин был мобилизован в 5-й Степной Сибирский стрелковый полк Семиреченского фронта на территории Рудного Алтая. В начале 1920 года ранен и взят в плен партизанским отрядом Красной армии. Проходил проверку и состоял на особом учете Семипалатинского ГВК как бывший офицер армии Колчака. Работал школьным учителем и в Усть-Каменогорском отделе народного образования.
В 1917 году в барнаульской газете «Жизнь Алтая» напечатан первый рассказ «Последний вечер», с которого, по словам писателя, началась его литературная биография. В 1923 году в Усть-Каменогорске выпускает первый в стране охотничий литературно-художественный журнал «Охотник Алтая».
В 1925 году в Новосибирске возглавил новый журнал «Охотник и пушник Сибири», в котором в 1926 году опубликована его повесть «Капкан». На алтайском материале написаны повести «Когти» (1931), «Враг» (1933), «Любовь» (1937), вошедшие позднее в значительно переработанном виде в роман «Горные орлы» (1951).
С 1931 года жил в Москве. С юных лет и до конца дней был другом будущего писателя А. М. Волкова, в частности именно Пермитин в 1930-е годы подтолкнул Волкова, в ту пору преподавателя математики, к выбору писательской стези.
В 1938 году был арестован по ложному обвинению и с 1938 по 1944 год провёл в ссылке.
В 1954 году писатель приехал на Алтай с эшелоном первоцелинников. Им он посвятил роман «Ручьи весенние». С конца 50-х работал над автобиографической трилогией «Жизнь Алексея Рокотова»: «Раннее утро» (1956), «Первая любовь» (1962), «Поэма о лесах» (1969).
Секретарь СП РСФСР с 1970 года.
До последних дней писатель не забывал Алтай. В письмах передавал «земной поклон родному Алтаюшке-батюшке», писал, что краю, изумительным его людям он посвятил всё своё творчество.
Е. Н. Пермитин умер 18 апреля 1971 года. Похоронен в Москве на Новодевичьем кладбище (участок № 7).

## Память
- В память о писателе названы улицы в Усть-Каменогорске и Новосибирске.
- В 1975 году издан художественный маркированный конверт, посвященный писателю.

## Сочинения
- Собрание сочинений в 4-х томах. М., 1978—1980
- Пушная шкурка и уход за нею. 1926
- Капкан, М.: Федерация, 1930, 210 с.
- Когти, М.: Федерация, 1931
- Враг. М., 1933
- Любовь. М., 1937
- Друзья. М., 1947
- Лесная поэма. Пенза, 1950
- Горные орлы, 1951 (перераб. изд. 1956)
- Две повести. М., 1954
- Ручьи весенние, 1955
- Жизнь Алексея Рокотова. Роман-трилогия (включает: Раннее утро, Первая любовь, Поэма о лесах), М., 1972
- Страсть, 1973
- Охотничье сердце, 1962

## Награды и премии
- Государственная премия РСФСР имени М. Горького (1970) — за трилогию «Жизнь Алексея Рокотова»
- орден Трудового Красного Знамени (14.2.1966)